# Recchia gracilis
Recchia gracilis là một loài bọ cánh cứng trong họ Cerambycidae.